# Walter Demel (Historiker)
Walter Demel (* 17. Mai 1953 in Linz) ist ein deutscher Historiker. Von 1989 bis zu seiner Emeritierung 2018 lehrte er Neuere Geschichte an der Universität der Bundeswehr München.

## Leben und Wirken
Walter Demel studierte Geschichte, Germanistik und Jura an der Universität München. 1978 war er wissenschaftlicher Assistent am Leopold-Wenger-Institut für Rechtsgeschichte bei Sten Gagnér. 1980 wurde er wissenschaftlicher Assistent am Institut für Neuere Geschichte bei Eberhard Weis. Ein Jahr später promovierte Demel an der Universität München bei Eberhard Weis mit der Arbeit Der bayerische Staatsabsolutismus (1806/08–1817). 1983 wurde er akademischer Rat auf Zeit. 1988 erfolgte die Habilitation mit der Arbeit Chinas Fremdenpolitik und Herrschaftsordnung im Spiegel der europäischen Literatur (ca. 1550–1800). 1989 wurde er zum Oberassistenten befördert und zum Privatdozenten ernannt. Im selben Jahr erfolgte die Berufung zum Universitätsprofessor (C3) an der Universität der Bundeswehr München für die Geschichte der Frühen Neuzeit. Demel blieb allerdings weiterhin bis 1993 als Lehrbeauftragter an der Universität München.
Zu seinen Forschungsschwerpunkten zählen die Innenpolitik in Bayern und Deutschland im 18. und frühen 19. Jahrhundert, die Adels- und Elitengeschichte (17. bis 19. Jahrhundert), die Entdeckungsgeschichte (europäische Überseegeschichte, Rezeption ostasiatischer Völker, Rassentheorien), die Fragen der Geschichtstheorie und Chronologie sowie die allgemeine deutsche und europäische Geschichte. Demel ist einer der Verfasser eines Bandes der neuesten Ausgabe des klassischen Lehrbuchs der deutschen Geschichte, des „Gebhardt“.

## Schriften
Monografien
- mit Sylvia Schraut: Der deutsche Adel. Lebensformen und Geschichte (= C.H.Beck Wissen. Bd. 2832). Beck, München 2014, ISBN 978-3-406-66704-6.
- Der europäische Adel. Vom Mittelalter bis zur Gegenwart (= Beck’sche Reihe Bd. 2379). Beck, München 2005, ISBN 3-406-50879-0.
- Reich, Reformen und sozialer Wandel. 1763–1806 (= Handbuch der deutschen Geschichte. Bd. 12). 10., völlig neu bearbeitet Auflage. Klett-Cotta, Stuttgart 2005, ISBN 3-608-60012-4.
- Europäische Geschichte des 18. Jahrhunderts. Ständische Gesellschaft und europäisches Mächtesystem im beschleunigten Wandel (1689/1700–1789/1800). Kohlhammer, Stuttgart u. a. 2000, ISBN 3-17-014518-5.
- Vom aufgeklärten Reformstaat zum bürokratischen Staatsabsolutismus (= Enzyklopädie deutscher Geschichte. Bd. 23). Oldenbourg, München 1993, ISBN 3-486-55734-3.
- Als Fremde in China. Das Reich der Mitte im Spiegel frühneuzeitlicher europäischer Reiseberichte. Oldenbourg, München 1992, ISBN 3-486-55917-6 (Zugleich: München, Universität, Habilitationsschrift, 1988).
- Der bayerische Staatsabsolutismus 1806/08–1817. Staats- und gesellschaftspolitische Motivationen und Hintergründe der Reformära in der ersten Phase des Königreichs Bayern (= Schriftenreihe zur bayerischen Landesgeschichte. Bd. 76). Beck, München 1983, ISBN 3-406-10476-2.

Herausgeberschaften
- mit Rotem Kowner: Race and Racism in Modern East Asia. Western and Eastern Constructions (= Brill’s Series on Modern East Asia in a Global Historical Perspective. Bd. 1). Brill, Leiden u. a. 2012, ISBN 978-9-004-23729-2.
- unter Mitarbeit von Barbara Kink: Adel und Adelskultur in Bayern (= Zeitschrift für bayerische Landesgeschichte. Beiheft 32). Beck, München 2008, ISBN 978-3-406-10673-6.